# Schelte J. Bus
Schelte John "Bobby" Bus (1956) é um astrônomo associado ao Instituto de Astronomia da Universidade do Hawaii e astrônomo assistente da NASA nos laboratórios do Telescópio Infra-Vermelho (IRTF, Infrared Telescope Facility). Apesar de ter recebido seu Ph.D. do Massachusetts Institute of Technology (MIT) somente em 1999, Bus atua na área de astronomia há muitos anos. Descobriu o cometa periódico 87P/Bus em 1981. Além disso, descobriu ou co-descobriu mais de mil asteróides, incluindo o asteróide Apollo (2135 Aristaeus, que chegará a 5 Gm (5 milhões de milhas, ou 13 vezes a distância entre a Terra e a Lua) da Terra em 30 de março de 2147), um asteroide Amor, e mais de 40 asteroides Troianos (começando pelo 3240 Laocoon co-descoberto com Eleanor F. Helin). O asteroide 3254 Bus (descoberto em 1982 por Edward L. G. Bowell) foi batizado em sua homenagem. Durante seus estudos, trabalhou sob a supervisão de Eugene Shoemaker.
B.S. Caltech 1979, Ph.D. MIT 1999.